# Motmot de bec carenat
Electron carinatum és una espècie d'ocell de la família dels momòtids (Momotidae) que rep en diverses llengües el nom de "motmot de bec carenat" (Anglès: Keel-billed Motmot. Francès: Motmot à bec caréné). Habita la selva humida del vessant del Golf de Mèxic, des de Veracruz i Tabasco, cap al sud, a través d'Amèrica Central fins al nord-est de Costa Rica.